# Sophronisca rufula
Sophronisca rufula är en skalbaggsart som beskrevs av Stefan von Breuning 1954. Sophronisca rufula ingår i släktet Sophronisca och familjen långhorningar. Inga underarter finns listade i Catalogue of Life.